# Iwan Turgieniew
Iwan Siergiejewicz Turgieniew (ros. Иван Сергеевич Тургенев; ur. 28 października?/9 listopada 1818 w Orle, Imperium Rosyjskie, zm. 22 sierpnia?/3 września 1883 w Bougival koło Paryża, Francja) – rosyjski pisarz,
jeden z głównych przedstawicieli rosyjskiego realizmu krytycznego, mistrz analizy psychologicznej. Autor utworów z życia wsi, o społeczeństwie rosyjskim lat 1840–70 i konflikcie pokoleń. Klasyk literatury rosyjskiej.

## Życiorys
Iwan Turgieniew urodził się w zamożnej rodzinie ziemiańskiej w roku 1818. Przez pierwsze 9 lat życia mieszkał w posiadłości swej matki – Spasskoje-Łutowinowo (w guberni orłowskiej). Rodzice zapewnili mu staranne wykształcenie. Początkowo uczył się w domu, a następnie na pensji w Moskwie, gdzie rodzina przeprowadziła się w 1827. W roku 1833 rozpoczął studia filologiczne na Uniwersytecie Moskiewskim, które kontynuował w Petersburgu (1834–1837) i w Berlinie w latach (1838–1841). Po powrocie (w roku 1841) do Rosji rozpoczął w 1842 r. pracę urzędnika w ministerstwie spraw wewnętrznych w Petersburgu. Po dwóch latach porzucił ją na rzecz twórczości literackiej. Turgieniew odrzucał radykalizm polityczny przeciwników caratu lub zwolenników głębokich reform, jednak również bardzo niechętnie odnosił się do represyjnej polityki wewnętrznej Mikołaja I. Był zdeklarowanym przeciwnikiem pańszczyzny, czemu dawał aktywny wyraz, m.in. gdy odziedziczył po matce (ojciec zmarł w 1834 r.) w 1850 r.duży majątek ziemski uwolnił wszystkich chłopów, a po zniesieniu pańszczyzny w Rosji w 1861 r. wydał kilka dodatkowych zarządzeń wzmacniających gospodarczo chłopów w swoim majątku. Poglądy Turgieniewa wywoływały znaczną niechęć wśród władz państwowych i w kwietniu 1852 r. został aresztowany, a w maju tego roku skazany na zesłanie do majątku rodzinnego, gdzie przebywał dwa lata do ułaskawienia. Powodem formalnym represji było ominięcie cenzury przy publikacji pośmiertnych refleksji o Gogolu. Niechęć do panujących stosunków politycznych w Rosji była powodem tego, że Turgieniew spędzał wiele lat za granicą, pomijając okres studiów przebywał poza krajem w latach: 1847–1850, w 1856 i wreszcie w 1861 r. wyjechał na stałe, najpierw do Baden-Baden (do 1870 r.), a później przeniósł się do Paryża, gdzie mieszkał do śmierci. Kilkakrotnie przyjeżdżał do Rosji, z odczytami lub z okazji wydarzeń kulturalnych.
Turgieniew debiutował w 1838 r. dwoma wierszami wydanymi w piśmie Sowremiennik, kolejne wiersze zaczął publikować dość regularnie od 1841 r. Od 1844 r. opowiadaniem Andriej Kołosow zapoczątkował prozatorski nurt w swojej twórczości, który, w odróżnieniu od poezji, przyniósł mu uznanie i sławę. Początkowo jego twórczość nawiązywała do dzieł romantyków rosyjskich: Puszkina i Lermontowa. Z biegiem czasu pisarz skłania się ku konwencji realistycznej, w końcu staje się najzagorzalszym krytykiem idei romantycznych. Duże znaczenie w przebiegu tej ewolucji miało oddziaływanie twórczości Gogola.
Pierwszym utworem, który wzbudził szerokie zainteresowanie w rosyjskim świecie literackim, były Zapiski myśliwego – cykl 25 szkiców-opowiadań. Publikowane początkowo od 1847 r. jako pojedyncze opowiadania w czasopismach (np. w Sowremienniku), zostały wydane w 1852 r. w jednym tomie jako zbiór opowiadań. Nowatorstwem tych opowiadań był przede wszystkim realizm w opisywaniu życia chłopów i wsi rosyjskiej. Turgieniew występuje w nich jako krytyk systemu pańszczyźnianego i bierze w obronę chłopstwo, jako klasę. Walory literackie dzieła podnoszą także malownicze opisy rosyjskiego krajobrazu wiejskiego. Uznanie krytyki zachęciło pisarza do dalszego pisarstwa prozatorskiego. Kontynuując tę linię pisarską Turgieniew ogłasza Dziennik zbędnego człowieka, oraz swoją pierwszą powieść Rudin. W twórczości pisarza jest to początek rozprawy z własnym pokoleniem. Temat ten będzie rozwijany w dwóch kolejnych powieściach: Szlacheckie gniazdo i Ojcowie i dzieci. Ten drugi utwór stał się opus magnum Turgieniewa i na dobre ugruntował jego pozycję w rosyjskim środowisku literackim. Pisarz przedstawia w nim spór pomiędzy dwoma pokoleniami rosyjskiej szlachty: dzieci (których najważniejszym przedstawicielem jest „nihilista” Bazarow) i ojców (czyli potencjalnych równolatków Turgieniewa). Tematykę społeczną podjął pisarz także w powieści Dym, w której opowiada o sytuacji na wsi po uwłaszczeniu chłopów.
Od tej pory każda powieść Turgieniewa miała zapewniony sukces wydawniczy. Warto podkreślić, że był on pierwszym literatem rosyjskim, który zdobył międzynarodową sławę. Wynikało to z faktu, że dużą część życia spędził za granicą (zakochał się we francuskiej śpiewaczce Paulinie Viardot-Garcia i podróżował z nią po Europie), głównie w Niemczech, Francji i Wielkiej Brytanii. Stał się tym samym „ambasadorem” kultury rosyjskiej na Zachodzie.
Zmarł 3 września 1883 w Bougival pod Paryżem. Przed śmiercią zdążył jeszcze wydać cykl opowiadań Senilia, będących jego testamentem literackim.

## Twórczość
W historii literatury rosyjskiej Turgieniew postrzegany jest jako łącznik pomiędzy późnym romantyzmem i twórczością Gogola a złotym wiekiem rosyjskiej powieści. Był najwybitniejszym przedstawicielem rosyjskiego realizmu krytycznego, porównywanym, a nawet wynoszonym ponad klasyków francuskich: Flauberta i Zolę. Był ważną postacią rosyjskiej inteligencji swoich czasów. Znakomicie opisywał rosyjską rzeczywistość – podejmował zawsze aktualne tematy (spór pokoleniowy, uwłaszczenie itd.). Jego powieści mają wysoką wartość literacką (podkreślane jest zwłaszcza mistrzostwo dialogu), doskonale łącząc wątki miłosne, obyczajowe i społeczne. Fabułę wzbogacają również nastrojowe opisy rosyjskiego krajobrazu. Turgieniew napisał także kilka sztuk teatralnych cieszących się sporą popularnością za jego życia.
Odrębnym nurtem pisarstwa Turgieniewa jest nowelistyka okultystyczna. Zainteresował się nią po przeczytaniu traktatu Schopenhauera O duchach i sprawach z tym związanych (1859). Inspirował się także twórczością Poego. Do nurtu tego zaliczamy np.: Widma, Dziwną historię, Sen.
Iwan Turgieniew jako pierwszy użył terminu nihilizm – w swojej powieści Ojcowie i dzieci z 1862 r.
W trakcie pobytu na Zachodzie Turgieniew, znający biegle kilka języków, tłumaczył utwory twórców rosyjskich i, w mniejszym stopniu, utwory literatury zachodniej na rosyjski.

### Powieści
- 1855 – Rudin (ros. Рудин) – problematyka zbędnych ludzi - szlacheckich inteligentów
- 1858 – Szlacheckie gniazdo (ros. Дворянское гнездо)
- 1860 – W przededniu (ros. Накануне) – temat konfliktu pokoleń
- 1862 – Ojcowie i dzieci (ros. Отцы и дети) – temat konfliktu pokoleń
- 1867 – Dym (ros. Дым) – wyraz głębokiego pesymizmu pisarza wobec teraźniejszości i przyszłości Rosji
- 1877 – Nowizna (ros. Новь)

### Dramaty
- 1843 – Nieostorożnost' (ros. Неосторожность)
- 1846 – Biezdienieżje (ros. Безденежье)
- 1848 – Gdie tonko, tam i rwiotsja (ros. Где тонко, там и рвётся)
- 1848 – Na łaskawym chlebie (ros. Нахлебник)
- 1849 – Zawtrak u priedwoditielja (ros. Завтрак у предводителя)
- 1849 – Chołostjak (ros. Холостяк)
- 1850 – Miesiąc na wsi (ros. Месяц в деревне)
- 1851 – Prowincjuszka (ros. Провинциалка)
- 1851 – Razgowor na bol'szoj dorogie (ros. Разговор на большой дороге)
- 1852 – Wieczór w Sorrento (ros. Вечер в Сорренте)

### Nowele
- 1844 – Andrzej Kołosow (ros. Андрей Колосов)
- 1845 – Trzy portrety (ros. Три портрета)
- 1847 – Zabijaka (ros. Бретёр)
- 1849 – Dziennik zbędnego człowieka (ros. Дневник лишнего человека)
- 1852 – Mumu (ros. Муму)
- 1855:
  - Jakub Pasynkow (ros. Яков Пасынков)
  - Faust (ros. Фауст)
- 1856 – Zacisze (ros. Затишье)
- 1857 – Wyprawa na Polesie (ros. Поездка в Полесье)
- 1858 – Asia (ros. Ася)
- 1860 – Pierwsza miłość (ros. Первая любовь)
- 1864 – Widma (ros. Призраки)
- 1870:
  - Dziwna historia (ros. Странная история)
  - Stepowy Król Lir (ros. Степной король Лир)
  - Pies (ros. Собака)
- 1872 – Wiosenne wody (ros. Вешние воды)
- 1874 – Punin i Baburin (ros. Пунин и Бабурин)
- 1876 – Zegarek (ros. Часы)
- 1877:
  - Sen (ros. Сон)
  - Opowiadanie ojca Aleksego (ros. Рассказ отца Алексея)
- 1881 – Pieśń triumfującej miłości (ros. Песнь торжествующей любви)
- 1883 – Zza grobu (Klara Milicz) (ros. После смерти (Клара Милич))

### Opowiadania
- 1852 – Zapiski myśliwego (ros. Записки охотника) – cykl opowiadań:
  - Basior (ros. Бирюк)
  - Bieżyńska łąka (ros. Бежин луг)
  - Burmistrz (ros. Бурмистр)
  - Chor i Kalinycz (ros. Хорь и Калиныч)
  - Czertopchanow i Niedopiuskin (ros. Чертопханов и Недопюскин)
  - Dwaj ziemianie (ros. Два помещика)
  - Hamlet powiatu Szczygrowskiego (ros. Гамлет Щигровского уезда)
  - Jednodworzec Owsianikow (ros. Однодворец Овсянников)
  - Jermołaj i młynarka (ros. Ермолай и мельничиха)
  - Kancelaria (ros. Контора)
  - Kasjan z Krasiwej Mieczy (ros. Касьян с Красивой мечи)
  - Koniec Czertopchanowa (ros. Конец Чертопханова)
  - Las i step (ros. Лес и степь)
  - Lebiediań (ros. Лебедянь)
  - Lekarz powiatowy (ros. Уездный лекарь)
  - Lgow (ros. Льгов)
  - Malinowa woda (ros. Малиновая вода)
  - Mój sąsiad Radiłow (ros. Мой сосед Радилов)
  - Piotr Pietrowicz Karatajew (ros. Пётр Петрович Каратаев)
  - Schadzka (ros. Свидание)
  - Stuka! (ros. Стучит!)
  - Śmierć (ros. Смерть)
  - Śpiewacy (ros. Певцы)
  - Tatiana Borysowna i jej bratanek (ros. Татьяна Борисовна и её племянник)
  - Żywe relikwie (ros. Живые мощи)

### CyklPoezje prozą(ros.Стихотворения в прозе)
- 1877 – Człowiek zadowolony (ros. Довольный человек), Drozd I (ros. Дрозд), Drozd II (ros. Дрозд)
- 1878 – Bez gniazda (ros. Без гнезда), Bliźnięta (ros. Близнецы), Chrystus (ros. Христос), Czaszki (ros. Черепа), Czyja wina? (ros. Чья вина?), Dwa czterowiersze (ros. Два четверостишья), Dwaj bogacze (ros. Два богача), Dwaj bracia (ros. Два брата), Dziennikarz (ros. Корреспондент), Egoista (ros. Эгоист), Głupiec (ros. Дурак), Jałmużna (ros. Милостыня), K* (ros. К***), Kapuśniak (ros. Щи), Kiedy mnie nie będzie... (ros. Когда меня не будет), Klepsydra (ros. Песочные часы), Koniec świata (ros. Конец света), Lazurowe Cesarstwo (ros. Лазурное царство), Legenda wschodnia (ros. Восточная легенда), Masza (ros. Маша), Na progu (ros. Порог), Necessitas-Vis-Libertas (ros. Necessitas, Vis, Libertas), Nimfy (ros. Нимфы), O, moja młodość! O, moja świeżość! (ros. «О моя молодость! О моя свежесть!»), Odwiedziny (ros. Посещение), Ostatnie spotkanie (ros. Последнее свидание), Owad (ros. Насекомое), Pamięci J.P. Wrewskiej (ros. Памяти Ю. П. Вревской), Pies (ros. Собака), Pisarz i krytyk (ros. Писатель и критик), Prawidło życiowe (ros. Житейское правило (1)), Prawidło życiowe II (ros. Житейское правило (2)), Przeciwnik (ros. Соперник), Przekleństwo (ros. Проклятие), Puchar (ros. Кубок), Robociarz i wykwintniś (ros. Чернорабочий и белоручка), Rozmowa (ros. Разговор), Róża (ros. Роза), Spotkanie (ros. Встреча), Staruszka (ros. Старуха), Starzec (ros. Старик), Szedłem między wysokie skały... (ros. Я шёл среди высоких гор), Uczta u Istoty Najwyższej (ros. Пир у Верховного Существа), Usłyszysz głupca sąd... (ros. Услышишь суд глупца), Wieś (ros. Деревня), Wróbel (ros. Воробей), Wróg i przyjaciel (ros. Враг и друг), Żal mi... (ros. Мне жаль), Żebrak (ros. Нищий)
- 1879 – Gołębie (ros. Голуби), Jak piękne i jak świeże były róże... (ros. Как хороши, как свежи были розы), Jutro! Jutro! (ros. Завтра, завтра), Kamień (ros. Камень), Kiedy jestem sam... (ros. Когда я один), Mnich (ros. Монах), My jeszcze powojujemy! (ros. Мы ещё повоюем!), N. N. (ros. Н. Н.), O czym będę myślał? (ros. Что я буду думать?), Powiesić Go! (ros. Повесить его!), Przyroda (ros. Природа), Stój! (ros. Стой!), Wstałem nocą... (ros. Я встал ночью), Żegluga (ros. Морское плавание)
- 1881 – Droga ku miłości (ros. Путь к любви), Frazes (ros. Фраза), Miłość (ros. Любовь), Modlitwa (ros. Молитва), Prostota (ros. Простота), Sfinks (ros. Сфинкс), Zapłakałeś... (ros. Ты заплакал)
- 1882 – Istota wszechrzeczy i prawda (ros. Истина и Правда), Kuropatwy (ros. Куропатки), Moje drzewa (ros. Мои деревья), Mowa rosyjska (ros. Русский язык), Nessun Magior Dolore... (ros. Nessun maggior dolore), U-A... U-A... (ros. У-а…), Wpadł pod koła (ros. Попался под колесо),

### Publicystyka
- 1854 – Nieskolko słow o stichotworienijach F.I. Tiutczewa (ros. Несколько слов о стихотворениях Ф.И. Тютчева)
- 1860 – Hamlet i Don Kichote (ros. Гамлет и Дон-Кихот) – esej
- 1864 – Riecz o Szekspirie (ros. Речь о Шекспире)

## Polskie przekłady
- Iwan Turgieniew: Dzieła wybrane. Przełożyli: Jadwiga Dmochowska, Paweł Hertz, Czesław Jastrzębiec-Kozłowski, Jerzy Jędrzejewicz, Leonard Podhorski-Okołów, Ewa Rojewska-Olejarczuk. Wyd. I. T. I: Zapiski myśliwego, Miesiąc na wsi, Wieczór w Sorrento, Rudin, Szlacheckie gniazdo. Warszawa: PIW, 1981. (pol.). Brak numerów stron w książce
- Iwan Turgieniew: Dzieła wybrane. Przełożyli: Jadwiga Dmochowska, Joanna Guze, Tadeusz Stępniewski, Aleksander Wat. Wyd. I. T. II: W przededniu, Ojcowie i dzieci, Dym, Nowizna. Warszawa: PIW, 1981. (pol.). Brak numerów stron w książce
- Iwan Turgieniew: Dzieła wybrane. Przełożyli: Maria Brzozowska, Magdalena Dobrogoszcz, Joanna Guze, Paweł Hertz, Kazimierz Jaworski, Czesław Jastrzębiec-Kozłowski, Zofia Kaczorowska. Wyd. I. T. III: Opowiadania. Warszawa: PIW, 1981, s. 759, seria: Biblioteka Klasyków. ISBN 83-06-00291-1. (pol.).

Zawiera utwory: Andrzej Kołosow, Trzy portrety, Dziennik człowieka niepotrzebnego, Trzy spotkania, Mumu, Zacisze, Faust, Asia, Pierwsza miłość, Dość (Z zapisek zmarłęgo artysty), Pies, Dziwna historia, Stepowy król Lear, Wiosenne wody, Stuk...stuk...stuk!, Sen, Opowiadanie ojca Aleksego, Pieśń triumfującej miłości, Klara Milicz (Zza grobu), Z poezji prozą